# Kornijščina
Kórnijščina (Kernowek) spada skupaj z bretonščino, kumbrijščino in valižanščino v britansko vejo otoških keltskih jezikov. Ima okoli 3.500 govorcev po svetu, od katerih jih večina živi v Cornwallu (Kernow). 

## Zgodovina
Kornijščina se je začela oddaljevati od valižanščine proti koncu 7. stoletja. Prve besede v kornijščini se zasledi v 9. stoletju. 
Stara kornijščina se je uporabljala od približno leta 800 do leta 1250 in mnogo krajevnih imen v vzhodnem Cornwallu kaže njene sledi. Kornijščina med letom 1250 in letom 1550 se imenuje srednja ali srednjeveška kornijščina. Mnogo del iz te dobe je prisotnih še danes, predvsem v verskih igrah, pesmih in pridigah. Književnost v pozni ali moderni kornijščini (od leta 1550 do konca 19. stoletja) pa zavzema predvsem ljudske pesmi in prevode Svetega pisma. Ob koncu 19. stoletja je kornijščina izginila iz vsakdanjega življenja. Zadnji rojeni govorec je bil najbrž John Davey iz Zennorja, ki je umrl leta 1891.

## Oživitev
Henry Jenner (1848–1934) je bil prvi, ki je poskušil oživiti jezik. Navdušenje ga je prevzelo, ko je v Britanskem muzeju odkril nekaj vrstic v kornijščini. Jenner je veliko let potoval po Cornwallu, se pogovarjal z domačini, se od njih učil kornijščine in preučeval besedila, ki jih je odkril. Leta 1904 je objavil Priročnik kornijskega jezika za vse, ki bi se zanimali za učenje kornijščine. Prav tako se je naučil bretonščine. 
Jennerjevo delo je nadaljeval Robert Morton Nance (1873–1959), ki je rekonstruiral različico kornijščine, ki jo je poimenoval enotna kornijščina (Kernewek Unys). Temeljila je na srednjeveških miraklih (verskih igrah) in je vsebovala veliko besed iz drugih obdobij ter celo iz valižanščine in bretonščine. Leta 1929 je Nance izdal knjigo Kornijščina za vse.
Leta 1967 je bil za promocijo jezika ustanovljen Inštitut kornijskega jezika (Kevas an taves Kernewek). Promovirali so enotno kornijščino in njihovi naporili so obrodili zantne sadove. V 80. letih 20. stoletja se je veliko število ljudi začelo zanimati za kornijščino. Odkrili so razne napake in nedoslednosti v enotni kornijščini. Po objavi knjige Jeziki Velike Britanije, ki je ostro kritizirala enotno kornijščino, so jezikoslovci ugotovili, da jezik ni več primeren za uporabo. Odločili so se, da bodo prevzeli drugo različico kornijščine, ki jo je razvil Dr. Ken George. Georgeva različica se je imenovala fonemična kornijščina, zdaj pa se imenuje navadna kornijščina (Kernewek Kemmyn). Temelji na srednjeveških rokopisih. Zapis se zelo razlikuje od enotne kornijščine. 
V zgodnjih 80. letih 20. stoletja so nekateri navdušenci pod vodstvom Richarda Gendalla skonstruirali moderno kornijščino (Curnoack Nowedga). Leta 1986 so ustanovili Svet za kornijski jezik (Cussel an Tavas Kernuack) za promoviranje moderne kornijščine.
Leta 1995 je strokovnjak za keltske jezike Nicholas Williams skonstruiral novo različico enotne kornijščine (UCR), imenovano popravljena enotna kornijščina (Kernowek Unys Amendys), ki je odpravila nekatere napake enotne kornijščine. Leta 200 je Williams izdal angleško-kornijski (UCR) slovar.
Najpopularnejši različici kornijščine sta navadna ter UCR, vendar imajo tudi druge različice svoje podpornike.

## Današnje stanje
Nekatere družine vzgajajo svoje otroke v kornijščini. Kornijska imena so priljubljena za otroke, domače živali, hiše ter čolne. Nastajajo pesmi v kornijščini; možno se je je učiti na nekaterih šolah in na univerzi v Exetru.
Izhaja tudi nekaj revij v kornijščini: An Gannas, An Gowserin in An Garrick. BBC Radio Cornwall oddaja v kornijščini. Lokalno časopisje (npr. Western Morning News) pogosto objavlja članke v kornijščini, nekateri časopisi podpirajo uporabo jezika (npr. The Packet, The West Briton, The Cornishman). Prvi film v kornijščini, Grenko sladko (Hwerow Hweg) je bil posnet leta 2002.

## Lastnosti jezika

### Abeceda
| Kornijska črka | Kornijska črka | Ime |
| Velika črka    | Mala črka      |     |
| A              | a              | a   |
| B              | b              | be  |
| Ch             | ch             | cha |
| D              | d              | de  |
| E              | e              | e   |
| F              | f              | ev  |
| G              | g              | ge  |
| H              | h              | ha  |
| I              | i              | i   |
| J              | j              | je  |
| K              | k              | ka  |
| L              | l              | el  |
| M              | m              | em  |
| N              | n              | en  |
| O              | o              | o   |
| P              | p              | pe  |
| R              | r              | er  |
| S              | s              | es  |
| T              | t              | te  |
| U              | u              | u   |
| V              | v              | ve  |
| W              | w              | we  |
| Y              | y              | ye  |

### Izgovorjava
| Kornijski samoglasnik | Izgovorjava |
| a                     | [æ]         |
| e                     | [ɛ]         |
| eu                    | [ø]         |
| i                     | [i]         |
| o                     | [ɔː], [ɔ]   |
| oe                    | [o], [ʌ]    |
| ou                    | [u]         |
| u                     | [y]         |
| y                     | [ɪ], [j]    |
| w                     | [w]         |

| Kornijski soglasnik | Izgovorjava |
| b                   | [b]         |
| ch                  | [ʧ]         |
| d                   | [d]         |
| dh                  | [ð]         |
| f                   | [f]         |
| ff                  | [ff]        |
| g                   | [g]         |
| gh                  | [x]         |
| ggh                 | [xx]        |
| h                   | [h]         |
| j                   | [ʤ]         |
| k                   | [k]         |
| kk                  | [kk]        |
| l                   | [l]         |
| ll                  | [ll]        |
| m                   | [m]         |
| mm                  | [mm]        |
| n                   | [n]         |
| nn                  | [nn]        |
| p                   | [w]         |
| pp                  | [pp]        |
| r                   | [ɾ]         |
| s                   | [s], [z]    |
| ss                  | [ss], [zz]  |
| t                   | [t]         |
| tt                  | [tt]        |
| th                  | [θ]         |
| v                   | [v]         |

### Vzglasne premene
Vzglasna premena pomeni, da se prva črka besede, če je soglasnik, v določenih okoliščinah spremeni. Če je prva črka besede samoglasnik, vzglasna premena ne nastopa.
V kornijščini poznamo štiri vrste vzglasnih premen; mehko, priporniško, trdo in mešano. Kjer je polje v tabeli prazno, premena ne nastopa.
| Osnovna oblika | Mehka oblika | Priporniška oblika | Trda oblika | Mešana oblika |
| p [p]          | b [b]        | f [f]              |             |               |
| t [t]          | d [d]        | th [θ]             |             |               |
| k [k]          | g [g]        | h [h]              |             |               |
| b [b]          | v [v]        |                    | p [p]       | f [f]         |
| d [d]          | dh [ð]       |                    | t [t]       | t [t]         |
| g (1) [g]      | izgine       |                    | k [k]       | h [h]         |
| g (2) [g]      | w [w]        |                    | kw [kw]     | hw [hw]       |
| m [m]          | v [v]        |                    |             | f [f]         |
| ch [ʧ]         | j [ʤ]        |                    |             |               |

- (1): pred 
  - nezaokroženimi samoglasniki
  - L
  - R+nezaokrožen samoglasnik
- (2): pred
  - zaokroženimi samoglasniki
  - R+zaokrožen samoglasnik